# Commelinales
Commelinales is de botanische naam van een orde van eenzaadlobbige planten: de naam is gevormd uit de familienaam Commelinaceae. Een orde onder deze naam wordt de laatste decennia algemeen erkend door systemen van plantensystematiek.
Het APG II-systeem (2003) en het APG III-systeem (2009) plaatst de orde in de clade commelinids (in de Heukels vertaald met Commeliniden). In APG III heeft de orde de volgende samenstelling:
- orde Commelinales
  - familie Commelinaceae
  - familie Haemodoraceae
  - familie Hanguanaceae
  - familie Philydraceae
  - familie Pontederiaceae

De indeling in het APG II-systeem is een kleine verandering ten opzichte van het APG-systeem (1998) dat de volgende omschrijving gebruikte:
- orde Commelinales
  - familie Commelinaceae
  - familie Haemodoraceae
  - familie Philydraceae
  - familie Pontederiaceae

Daarentegen was de omschrijving in het Cronquist systeem (1981), waar de orde geplaatst werd in de onderklasse Commelinidae, heel anders:
- orde Commelinales
  - familie Commelinaceae
  - familie Mayacaceae
  - familie Rapateaceae
  - familie Xyridaceae

Deze andere families worden door APG II ingedeeld in de orde Poales. Ook de plaatsing van de orde is bij Cronquist heel anders, namelijk in een onderklasse Commelinidae.